# 標準世帯
標準世帯（ひょうじゅんせたい）とは、日本において夫婦と子供2人によって構成されている世帯の形態を意味する言葉で、元々は国の統計や税金の試算などにおいて使われていた。
ここでの夫婦というのは会社員の夫と専業主婦の妻という形である。旧総理府の1969年の家計調査では、有業者は世帯主一人だけと定義されている。1960年代以降は4人家族が急激に増え、子供の数は2人が主流になり、既婚女性は専業主婦という家庭が6割を占めた。このような世帯が標準世帯となったのは、これが当時に最も多かった世帯であったからだと考えられている。だが標準世帯というのは減少し続けてきており、2010年時点では最も多い世帯の形態ではなくなっている。代わって最も多い世帯の形態は単身世帯となっている。